# Porsche Design
Porsche Design är ett formgivningsföretag som idag är dotterbolag till Porsche. Företaget grundades 1972 av Ferdinand Alexander Porsche. Företaget har tillverkat glasögon och klockor under det egna namnet. Porsche Design har bland annat formgivit hushållsapparater för Siemens, skor för Adidas, telefoner för tyska posten och Samsung, TV-apparater för Grundig och fotoapparater för Rollei och Fujifilm. Dessa produkter bär texten "Design by F.A. Porsche".